# 村川豊
村川 豊（むらかわ ゆたか、1958年（昭和33年）1月29日 - ）は、日本の海上自衛官。第33代海上幕僚長。神奈川県出身。

## 略歴
1981年（昭和56年）3月、防衛大学校（国際関係論学）第25期を卒業し、海上自衛隊に入隊する。後方支援の職種である「経理・補給」職域に進み、海上幕僚監部人事教育部長、海上自衛隊補給本部長、海上幕僚副長などの要職を歴任し、2016年（平成28年）12月20日の閣議において、12月22日付をもって第33代海上幕僚長に任命する旨の人事が了承・発令された。
海幕長に後方支援の職種出身者が就任するのは海上自衛隊創設以来初めて。就任時の記者会見では、村川の海幕長就任が海上自衛隊・帝国海軍の伝統を打ち破っていることを反映し、次のような問答があった。

## 年譜
- 1981年（昭和56年）3月：防衛大学校第25期（国際関係論学）卒業、海上自衛隊入隊
- 1995年（平成07年）7月：2等海佐に昇任
- 1996年（平成08年）8月：呉地方総監部経理課長
- 1999年（平成11年）8月：海上幕僚監部副官
- 2000年（平成12年）1月：1等海佐に昇任
- 2001年（平成13年）
  - 6月29日：海上幕僚監部人事教育部人事計画課勤務
  - 12月12日：海上幕僚監部人事教育部人事計画課企画班長
- 2003年（平成15年）12月19日：海上幕僚監部監理部経理課経理調整官兼経理班長
- 2004年（平成16年）12月1日：佐世保地方総監部経理部長
- 2006年（平成18年）8月4日：海上幕僚監部総務部総務課長
- 2008年（平成20年）3月26日：海将補に昇任、海上幕僚監部総務部副部長
- 2009年（平成21年）3月24日：阪神基地隊司令
- 2010年（平成22年）7月26日：海上自衛隊第4術科学校長
- 2011年（平成23年）8月5日：海上幕僚監部人事教育部長
- 2013年（平成25年）8月22日：海将に昇任、海上自衛隊補給本部長
- 2015年（平成27年）8月4日：海上幕僚副長
- 2016年（平成28年）12月22日：第33代海上幕僚長に就任
- 2019年（平成31年）
  - 1月18日：米国政府からレジオン・オブ・メリット勲章が授与[3]
  - 4月1日：退官[4]
  - 7月1日：NTTデータ特別参与

## 栄典
- レジオン・オブ・メリット・コマンダー - 2019年（平成31年）1月18日[3]